# Landskrona stadshus
Landskrona stadshus är en byggnad i centrala Landskrona, som inrymmer Landskrona kommuns centrala förvaltning. Huset är beläget vid nyhamnen, i närheten av Sofia Albertina kyrka och knappt en halv kilometer öster om Landskrona vattentorn som ligger utmed stadens västkust.
Byggnaden, som ritades av Sten Samuelsson och Inge Stoltz, invigdes i september 1976 och genomgick senast en invändig ombyggnation som stod färdig år 2021.